# Herman Bjørklund
Johan Herman Bjørklund (* 29. April 1883 in Oslo; † 15. März 1960 ebenda) war ein norwegischer Tennisspieler.

## Biografie
Bjørklund spielte für den Oslo Tennisklubb und nahm 1912 am Tenniswettbewerb der Olympischen Sommerspiele in Stockholm teil. Im Rasen-Einzel unterlag er zum Auftakt dem Deutschen Oscar Kreuzer sehr deutlich. In drei Sätzen gelang ihm nur ein Spielgewinn. Im Doppel trat er mit Trygve Smith an und schaffte mit ihm gegen die Österreicher Fritz Felix Pipes und Arthur Zborzil zwei Spielgewinne. Insgesamt konnte Bjørklund viermal die norwegischen Meisterschaften im Doppel gewinnen – 1910, 1913, 1914 und 1916.